# IC 3907
IC 3907 ist eine Spiralgalaxie vom Hubble-Typ S im Sternbild Comae Berenices am Nordsternhimmel, die schätzungsweise 864 Millionen Lichtjahre von der Milchstraße entfernt ist. Im selben Himmelsareal befinden sich u. a. die Galaxien IC 3873, IC 3876, IC 3886, IC 3924.
Das Objekt wurde am 27. Januar 1904 von Max Wolf entdeckt.